# Narcissus minor
Narcissus minor ist eine Pflanzenart aus der Familie der Amaryllisgewächse (Amaryllidaceae).

## Erscheinungsbild
Narcissus minor erreicht eine Wuchshöhe zwischen 10 und 15 Zentimeter. Ihre Laubblätter sind aufrecht und glatt oder gerippt und von graugrüner Farbe.
Die Blüten dieser Trompetennarzisse sind reingelb und etwa 3 Zentimeter breit. Die Trompeten sind zum Rand hin erweitert und stark gerüscht. In der mitteleuropäischen Gartenkultur blüht sie von März bis April. In klimatisch begünstigten Regionen beginnt die Blüte bereits im Dezember.

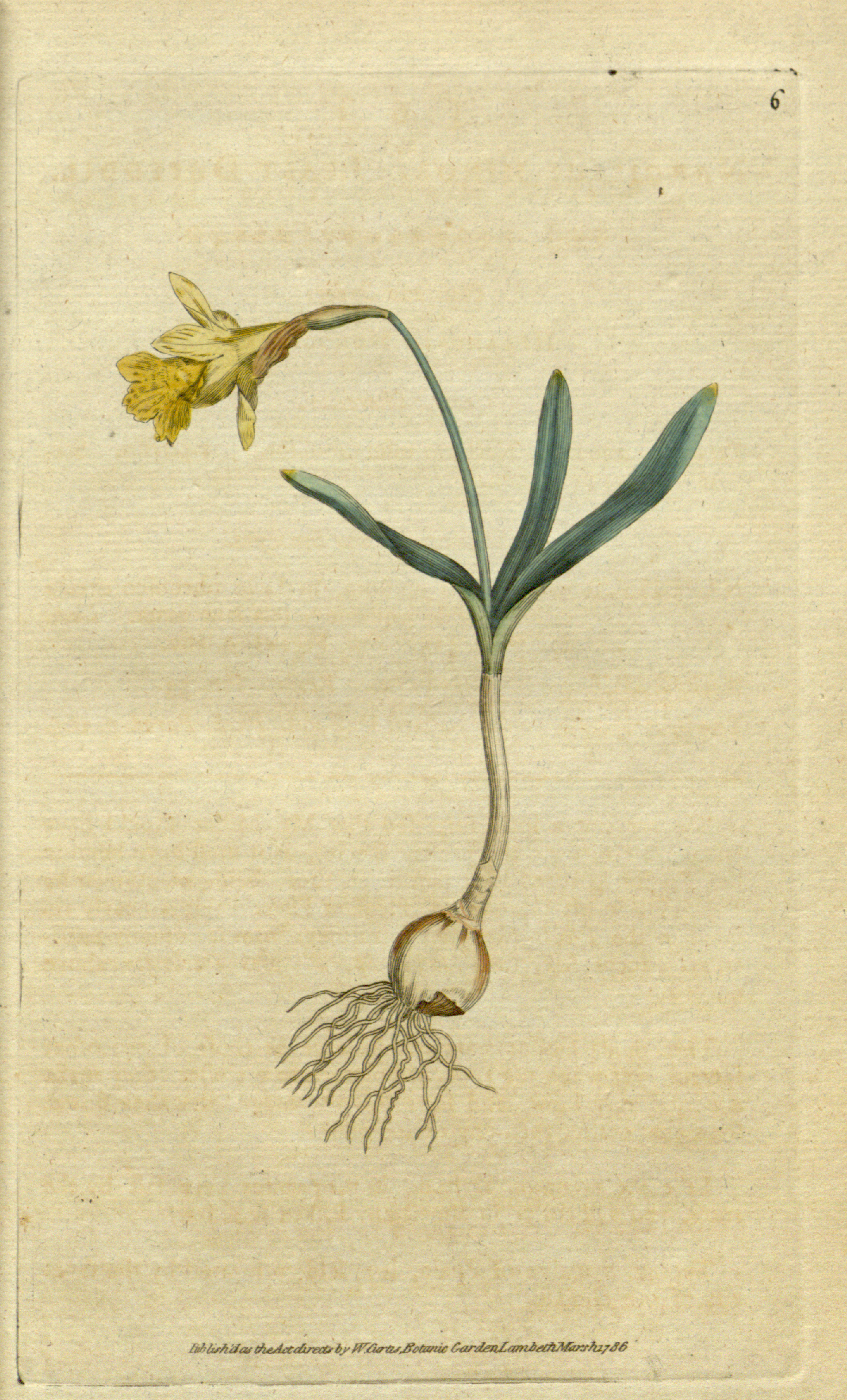
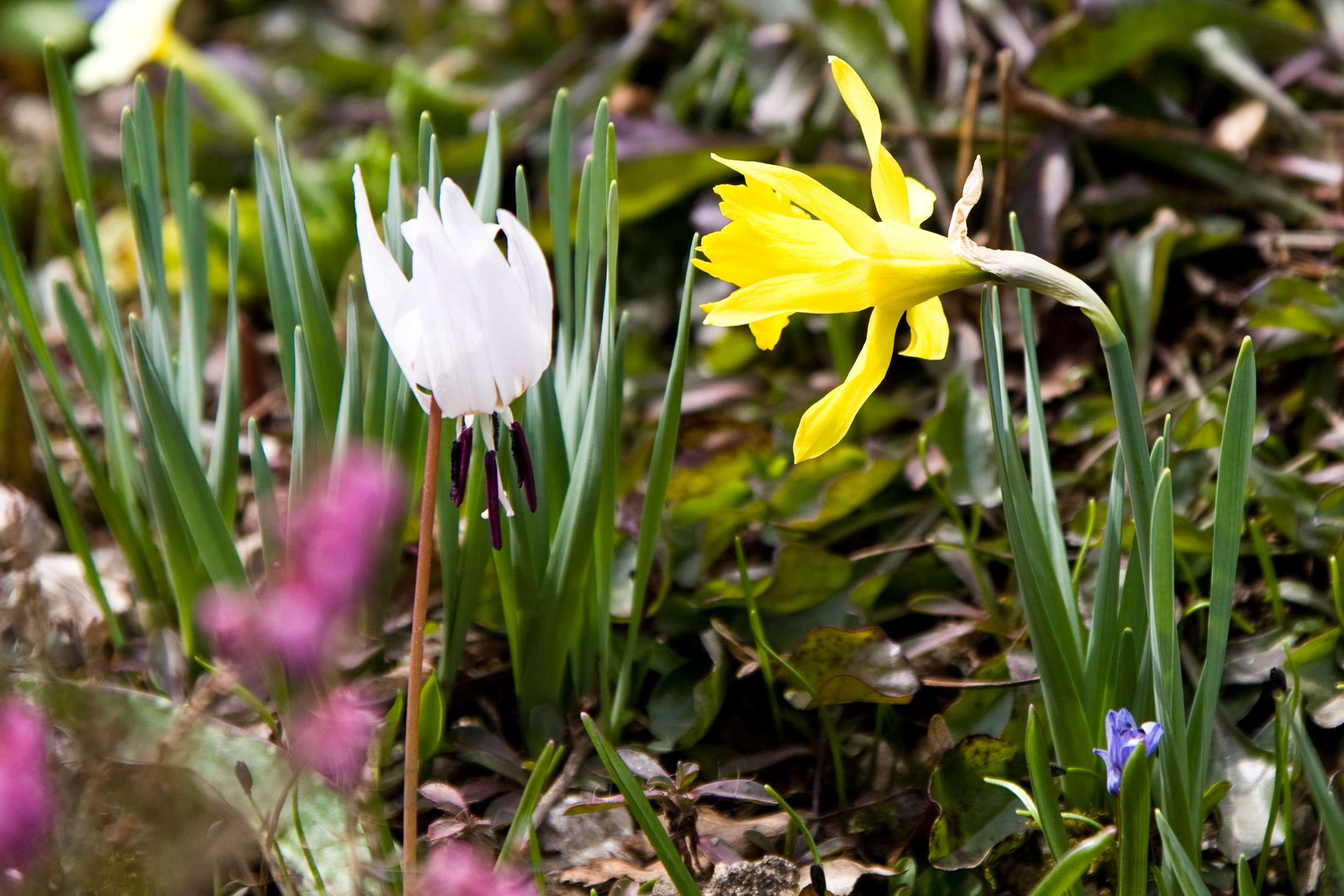

## Verbreitungsgebiet
Das natürliche Verbreitungsgebiet dieser Narzissenart ist umstritten. Manche Autoren halten dieses für unbekannt. Andere sehen diese Art in Portugal, Spanien und Südfrankreich beheimatet.